# Żagnicowate
Żagnicowate (Aeshnidae) – rodzina owadów zaliczanych do ważek różnoskrzydłych (Anisoptera) obejmująca silne i żwawo latające ważki, największe spośród występujących w Europie i Ameryce Północnej. Rozpiętość ich skrzydeł wynosi 70–110 mm. W Polsce reprezentowana jest przez kilkanaście gatunków, w tym 2 (żagnica północna i żagnica zielona) objęte ścisłą ochroną gatunkową, a 1 (żagnica torfowcowa) – ochroną częściową.

## Klasyfikacja
W rodzinie Aeshnidae wyróżniane są podrodziny:
- Aeshninae
- Brachytroninae
- Gomphaeschninae (sensu Bechly et al., 2001)

Analizy filogenetyczne wskazują na parafiletyczny lub polifiletyczny charakter tego podziału.

### Rodzaje
Do żagnicowatych zaliczane są następujące rodzaje :

- Acanthaeschna – jedynym przedstawicielem jest Acanthaeschna victoria
- Adversaeschna – jedynym przedstawicielem jest Adversaeschna brevistyla
- Aeschnophlebia
- Aeshna
- Afroaeschna – jedynym przedstawicielem jest Afroaeschna scotias
- Agyrtacantha
- Allopetalia
- Amphiaeschna – jedynym przedstawicielem jest Amphiaeschna ampla
- Anaciaeschna
- Anax
- Andaeschna
- Antipodophlebia – jedynym przedstawicielem jest Antipodophlebia asthenes
- Austroaeschna
- Austrogynacantha – jedynym przedstawicielem jest Austrogynacantha heterogena
- Austrophlebia
- Basiaeschna – jedynym przedstawicielem jest Basiaeschna janata
- Boyeria
- Brachytron
- Caliaeschna – jedynym przedstawicielem jest Caliaeschna microstigma
- Castoraeschna
- Cephalaeschna
- Coryphaeschna
- Dendroaeschna – jedynym przedstawicielem jest Dendroaeschna conspersa
- Dromaeschna
- Epiaeschna – jedynym przedstawicielem jest Epiaeschna heros
- Gomphaeschna
- Gynacantha
- Gynacanthaeschna – jedynym przedstawicielem jest Gynacanthaeschna sikkima
- Heliaeschna
- Indaeschna
- Isoaeschna – jedynym przedstawicielem jest Isoaeschna isoceles (żagnica ruda)
- Limnetron
- Linaeschna – jedynym przedstawicielem jest Linaeschna polli
- Nasiaeschna – jedynym przedstawicielem jest Nasiaeschna pentacantha
- Neuraeschna
- Notoaeschna
- Oligoaeschna
- Oplonaeschna
- Oreaeschna
- Periaeschna
- Petaliaeschna
- Pinheyschna
- Plattycantha
- Racenaeschna – jedynym przedstawicielem jest Racenaeschna angustistrigis
- Remartinia
- Rhionaeschna
- Sarasaeschna
- Spinaeschna
- Staurophlebia
- Sundaeschna
- Telephlebia
- Tetracanthagyna
- Triacanthagyna
- Zosteraeschna

## Gatunki występujące w Polsce
- husarz mniejszy (Anax parthenope)

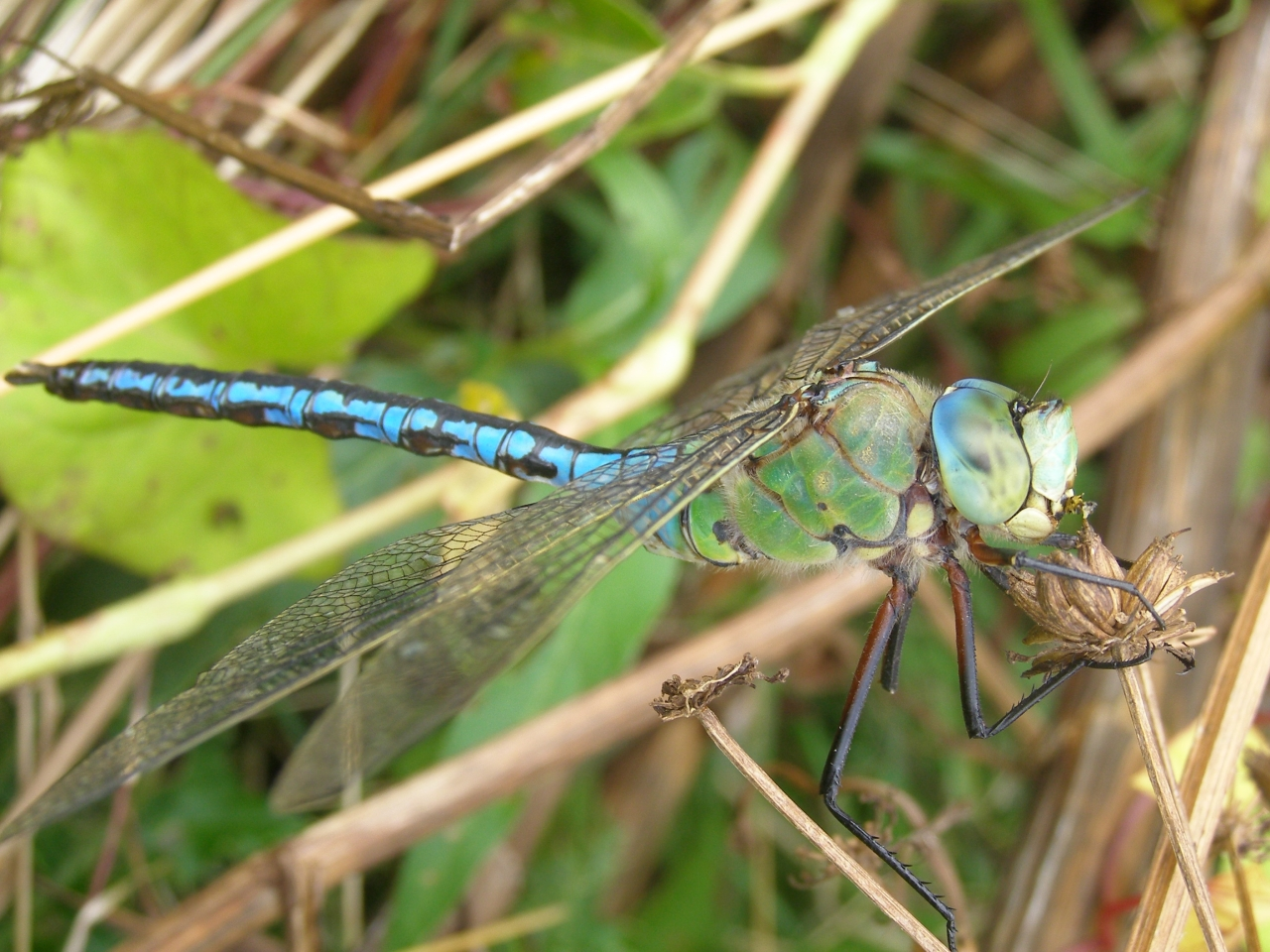
Samiec największej ważki występującej w Polsce – husarz władca (Anax imperator)

- husarz wędrowny (Hemianax ephippiger)
- husarz władca (Anax imperator)
- żagnica jesienna (Aeshna mixta)
- żagnica południowa (Aeshna affinis)
- żagnica północna (Aeshna caerulea)
- żagnica ruda (Isoaeschna isoceles)
- żagnica sina (Aeshna cyanea)
- żagnica torfowa (Aeshna juncea)
- żagnica torfowcowa (Aeshna subarctica)
- żagnica wielka (Aeshna grandis)
- żagnica zielona (Aeshna viridis)
- żagniczka zwyczajna (Brachytron pratense)